# 3e étape du Tour d'Italie 1998
La 3e étape du Tour d'Italie 1998 a lieu le 19 mai entre Rapallo et Forte dei Marmi. Elle est remportée par Nicola Minali.

## Récit
Victoire au sprint de l'Italien Nicola Minali. Le leader Alex Zülle, piégé dans une cassure, laisse filer 13 secondes et le Maillot Rose qui échoit à son dauphin la veille, Serhiy Honchar.

## Classement de l'étape
| \| 1. \| Nicola Minali \| \| Riso Scotti \| en \| \| \| 2. \| Massimo Strazzer \| \| Cantina Tollo \| + \| 0 s \| \| 3. \| Francesco Arazzi \| \| Ros Mary \| \| m.t. \| |                  |  |               |    |      |
| 1. | Nicola Minali    |  | Riso Scotti   | en |      |
| 2. | Massimo Strazzer |  | Cantina Tollo | +  | 0 s  |
| 3. | Francesco Arazzi |  | Ros Mary      |    | m.t. |

## Classement général
| \| 1. \| Serhiy Honchar \| \| Cantina Tollo \| en \| \| \| 2. \| Michele Bartoli \| \| Asics \| + \| 9 s \| \| 3. \| Mariano Piccoli \| \| Brescialat \| \| 12 s \| |                 |  |               |    |      |
| 1. | Serhiy Honchar  |  | Cantina Tollo | en |      |
| 2. | Michele Bartoli |  | Asics         | +  | 9 s  |
| 3. | Mariano Piccoli |  | Brescialat    |    | 12 s |